# Prespes
Prespes (in greco Πρέσπες?; in macedone Преспа?, Prespa) è un comune della Grecia situato nella periferia della Macedonia occidentale (unità periferica di Florina) con 2 164 abitanti secondo i dati del censimento 2001, risultando così il più piccolo comune di terraferma del paese ellenico.
A seguito della riforma amministrativa detta Programma Callicrate in vigore dal gennaio 2011 che ha abolito le prefetture e accorpato numerosi comuni, la superficie del comune è ora di 516 km² e la popolazione è passata da 1 851 a 2 164 abitanti.